# Machimus fimbriatus
Machimus fimbriatus är en tvåvingeart som först beskrevs av Johann Wilhelm Meigen 1804.  Machimus fimbriatus ingår i släktet Machimus och familjen rovflugor. Inga underarter finns listade i Catalogue of Life.